# Fagitana lucidata
Fagitana lucidata là một loài bướm đêm trong họ Noctuidae.